# 50 Cancri
50 Cancri, som är stjärnans Flamsteed-beteckning, är en ensam stjärna, belägen i den södra delen av stjärnbilden Kräftan och har även Bayer-beteckningen A2 Cancri.  Den har en skenbar magnitud av ca 5,89 och är svagt synlig för blotta ögat där ljusföroreningar ej förekommer. Baserat på parallax enligt Gaia Data Release 2 på ca 17,8 mas, beräknas den befinna sig på ett avstånd på ca 183 ljusår (ca 56 parsek) från solen. Den rör sig bort från solen med en heliocentrisk radialhastighet på ca 23 km/s.

## Egenskaper
50 Cancri är en vit till blå stjärna i huvudserien av spektralklass A1 Vp, och är en Lambda Bootis-stjärna vars spektrum visar starkt utarmade toppar för järn och alfa-processelement, men annars relativt normala solöverskott. Den har en massa som är ca 2,1 solmassor, en radie som är ca 1,6 solradier och utsänder från dess fotosfär ca 11 gånger mera energi än solen vid en effektiv temperatur av ca 8 300 K.
50 Cancri har ett överskott av infraröd strålning, vilket antagligen anger att en stoftskiva är i omloppsbana runt värdstjärnan. En svartkroppsmodell av emissionen visar en tvåkomponentanpassning, där den inre varma sektionen har en temperatur på 246 ± 91 K vid en radie av 4 ± 3 AE från stjärnan, och en kall del på 108 ± 21 K med en separation av 22 ± 8 AE. Stjärnan visar ingen variabilitet ner till en mätgräns på 1,6 millimagnituder.